# Camille Andersonová
Camille Constance Andersonová (* 12. března 1977 v Dallasu, Texas), nepřechýleně Anderson, je americká herečka a modelka. Byla jednou z účastnic v soutěži WWE Diva Search 2004 kde byla vyřazena jako druhá. Její zatím největší role byla ve filmu Nesvatbovi po boku Owena Wilsona. Vystudovala Texaskou univerzitu v Austinu v oboru vysílací žurnalistika.
Camille se objevila v mnoha reklamách a časopisech. Momentálně bydlí v Los Angeles což je nejlepší pro její hereckou kariéru.

## Filmografie
- Las Vegas: Kasino (2005–2006)
- G-Phoria 2005 (2005)
- Nesvatbovi (2005)
- The John Henson Project (2004)
- Average Joe: Adam Returns (2004)
- The Sports List (2004)
- WWE RAW (2004)
- The Screensavers (2004)
- Nesnesitelná krutost (2003)
- Regular Joe (2003)
- Trash to Cash with John DiResta (2003)
- Sketch Pad 2 (2003)
- Sketch Pad (2003)
- Sláva jen pro mrtvé (2003)
- Vyjdi ven (2003)
- The Man Show (2002)
- Psychotic (2002)
- Dharma & Greg (2001)
- Rocker (2001)
- Wild On... (2001)
- Diagnóza vražda (2001)
- Oblivious (2001)
- Arrest & Trial (2000)